# Elizabeth MacNicol

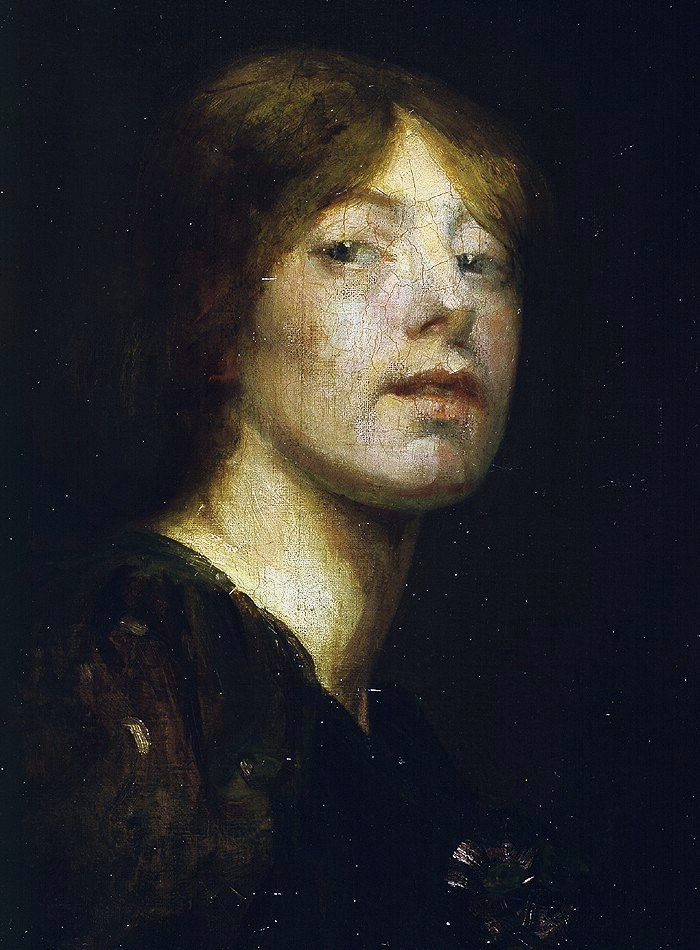
Selbstporträt (1894)

Elizabeth „Bessie“ MacNicol (* 15. Juli 1869 in Glasgow; † 4. Juni 1904 ebenda) war eine bedeutende schottische Porträtmalerin des Spätimpressionismus und eine wichtige Vertreterin der Glasgow School.

## Leben

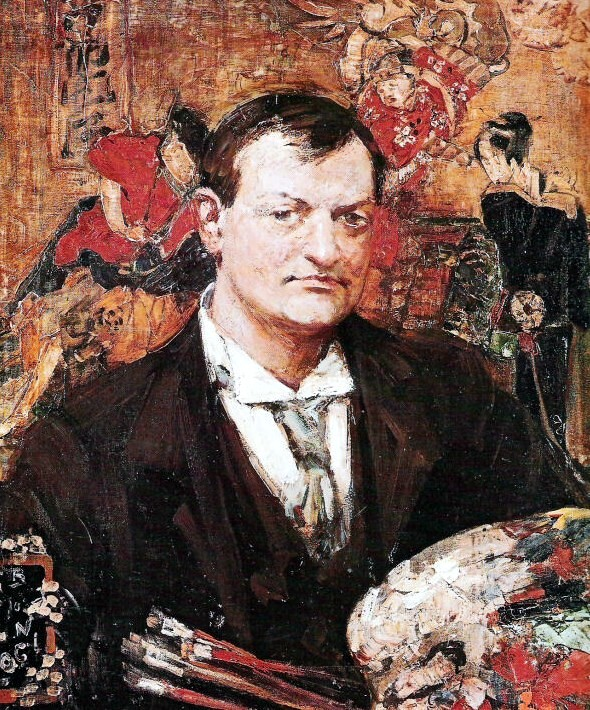
E.A. Hornel (1896)

Elizabeth MacNicol, Tochter eines Lehrers aus Glasgow, besuchte von 1887 bis 1892 die Glasgow School of Art. Der Direktor der Schule, Francis H. Newbery, ermutigte sie, ihre Studien in Paris an der Académie Colarossi zu vertiefen. 1893 wurde erstmals eines ihrer Werke an der Royal Academy of Arts in London ausgestellt. Nach ihrer Rückkehr nach Glasgow zog MacNicol wieder bei ihrer Familie ein. 1895 zeigte das Royal Glasgow Institute of the Fine Arts ihre Werke. 1896 erwarb sie ein Atelier in der St. Vincent Street. In diesem Jahr verbrachte sie auch viel Zeit in dem kleinen Ort Kirkcudbright, in dem sich auch viele andere ihrer Künstlerkollegen aus Glasgow aufhielten. Darunter war auch Edward Atkinson Hornel, von dem MacNicol im gleichen Jahr ein Porträt anfertigte. 

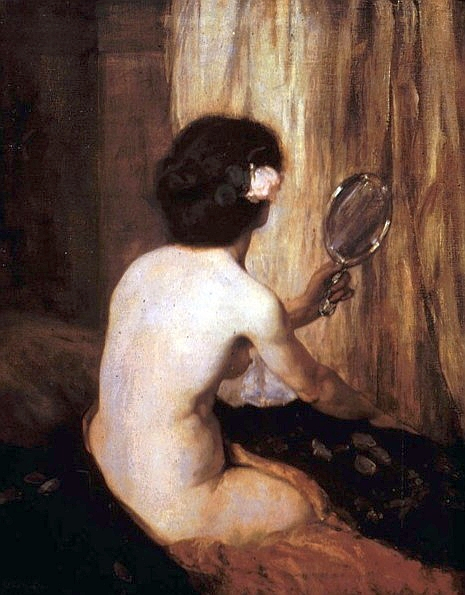
Vanity (1898)

1899 heiratete sie Dr. Alexander Frew (1862–1908), der sich früher auch als Künstler versucht hatte, nun aber wieder seinem Arztberuf nachging. Gemeinsam bezogen sie ein Haus in Hillhead, einem Stadtteil von Glasgow, wo sich Elizabeth MacNicol ein großes Studio auf der Rückseite des Hauses einrichtete. 1901 wurde ihre großformatige Nacktstudie Vanity in München ausgestellt. Die Künstlerin starb 1904 im Alter von 34 Jahren nach nur zehnjähriger Werktätigkeit bei der Geburt ihres ersten Kindes. Ihr Mann, der sie nur ein paar Jahre überlebte, heiratete kurz vor seinem Tod 1908 eine junge Sängerin, die noch im gleichen Jahr das Haus in Hillhead und sämtliche Gemälde von Elizabeth MacNicol verkaufte. Dies könnte einer der Gründe sein, warum so wenig von MacNicols Arbeit und Leben bekannt ist, denn abgesehen von ein paar Briefen und Fotos konnten von der Künstlerin bisher keinerlei Skizzenbücher oder sonstige Aufzeichnungen gefunden werden.

## Werk
Elizabeth MacNicol war Ende des 19. Jahrhunderts und zu Beginn des 20. Jahrhunderts eine von ihren Zeitgenossen anerkannte und hochgeschätzte Künstlerin, die vor allem durch ihre Porträtmalerei große Erfolge hatte. In den 1880er Jahren wurde sie in Maltechnik und Farbgebrauch von Edward Atkinson Hornel beeinflusst. Bald zählte sie zu den Glasgow Girls, einer Gruppe von jungen Künstlerinnen, darunter Frances MacDonald McNair, Margaret MacDonald Mackintosh und Norah Neilson Gray, die alle die Glasgow School of Art besucht hatten und nun die Kunstszene in Glasgow maßgeblich beeinflussten. Ende der 1890er Jahre malte sie häufig junge Frauen, die unter Bäumen im Wechsel von Licht und Schatten posieren. Die Gemälde sollten Schönheit der Jugend und der Jahreszeiten darstellen. Daneben verdeutlichen diese Arbeiten ihr Interesse für die Mode vergangener Epochen. Elizabeth MacNicol verwendete neben Ölfarben auch Wasserfarben. Ihre Gemälde wurden ausgestellt in Glasgow, London, Liverpool, in Gent, München, Dresden, Wien, St. Petersburg, Pittsburgh und St. Louis. Ihr früher Tod wurde als großer Verlust für die schottische Kunst angesehen, aber wie auch andere Künstlerinnen dieser Zeit war sie bereits wenige Jahrzehnte später fast vergessen.